# Kamienica przy ul. Augusta Cieszkowskiego 5 w Bydgoszczy
Kamienica Cieszkowskiego 5 w Bydgoszczy – kamienica w Bydgoszczy.

## Położenie
Budynek znajduje się w południowej pierzei ul. Cieszkowskiego, nieopodal ul. Gdańskiej.

## Historia
Kamienica powstała w latach 1903–1904 jako wspólne dzieło architekta Ernsta Petersa i właściciela parceli przedsiębiorcy budowlanego Franza Muhme. Była jedną z ostatnich kamienic wzniesionych przy wytyczonej w 1894 r. ulicy Cieszkowskiego. Kolejną właścicielką została m.in. Antonina Skrzynecka, od której w 1927 r. budynek wykupiła Powiatowa Kasa Chorych, adaptując go częściowo do funkcji przychodni. Po II wojnie światowej Skarb Państwa przekazał nieruchomość Zespołowi Opieki Zdrowotnej, który prowadził tu przychodnię do 1994 roku.
Stan dzisiejszy budynku to efekt prac konserwatorskich prowadzonych od 1987 do 1998 r. 

## Architektura
Trójkondygnacyjny budynek z poddaszem mieszkalnym założony jest na planie odwróconej litery „T” ze skrzydłem oficyny. Pokrycie stanowi dach z facjatkami i mansardą. Ryzalit w elewacji frontowej zwieńczony jest trójkątnym szczytem. Większość elementów pierwotnego wystroju budynku już nie istnieje, a na elewacji brak pierwotnej dekoracji sztukatorskiej noszącej echa eklektyczne i wczesnomodernistyczne.

## Galeria

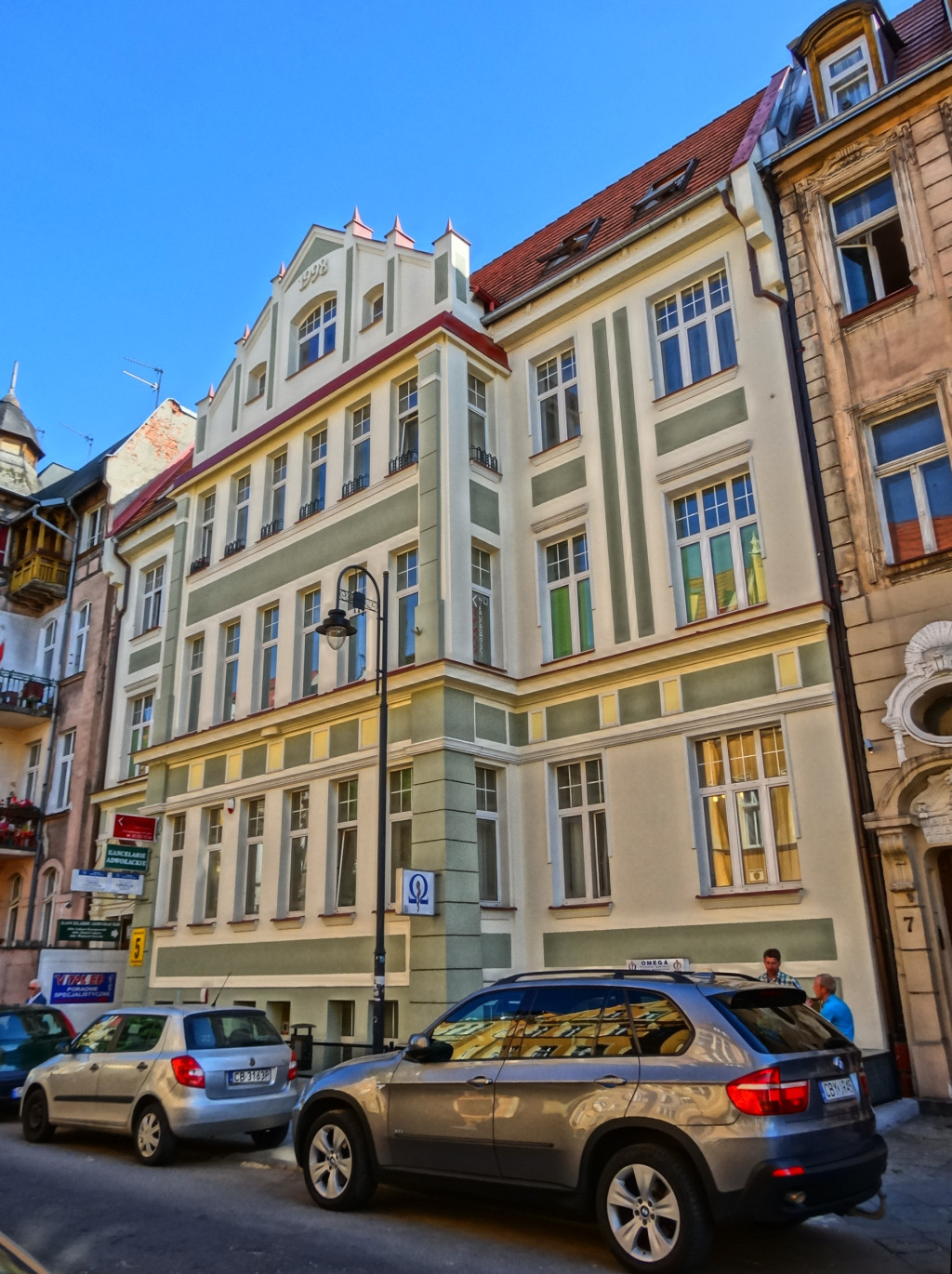
Widok z ukosa
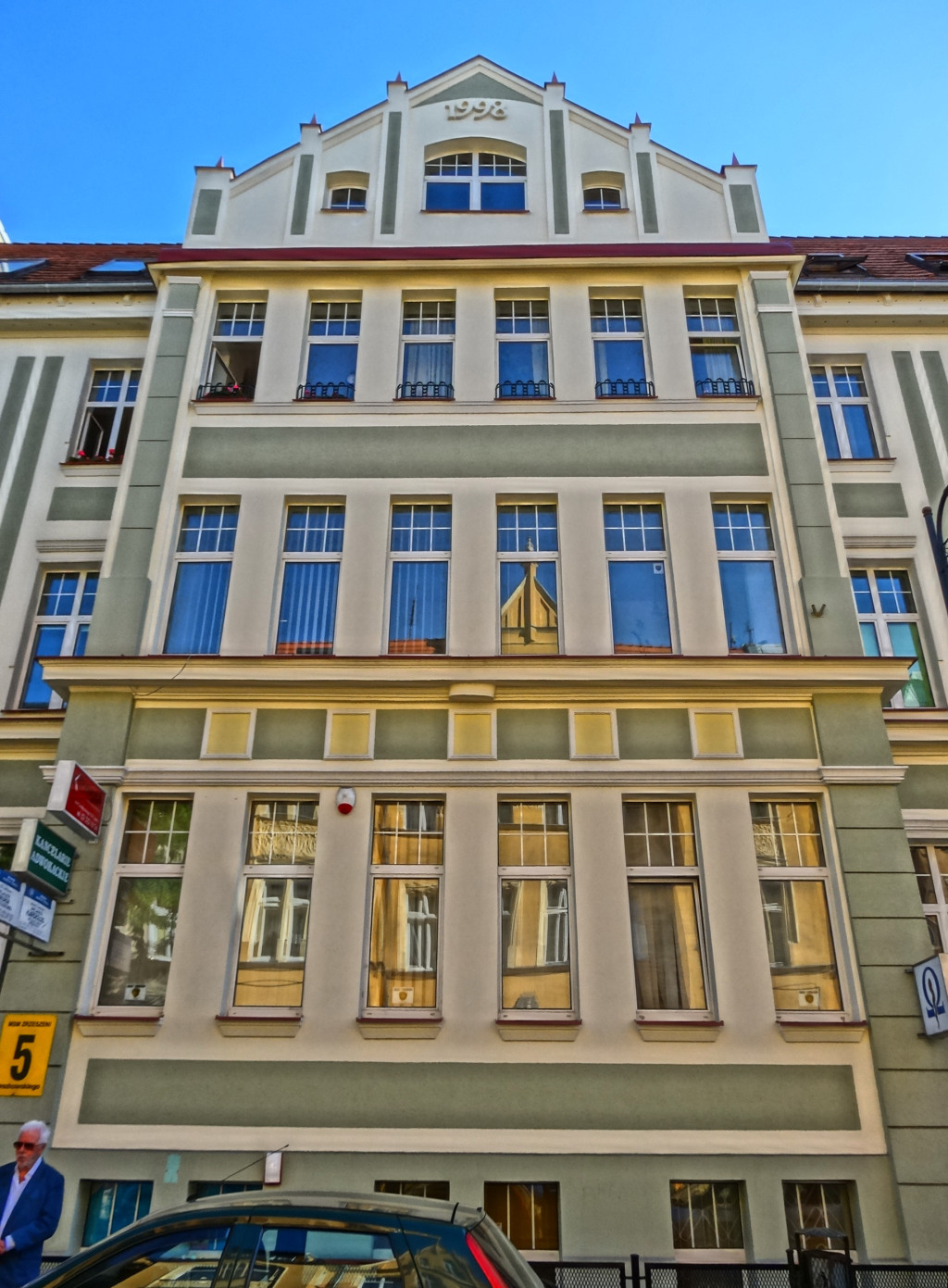
Ryzalit środkowy